# Fort Montgomery
Pour l’article homonyme, voir Fort Montgomery (New York).
 (juin 2016).
Si vous disposez d'ouvrages ou d'articles de référence ou si vous connaissez des sites web de qualité traitant du thème abordé ici, merci de compléter l'article en donnant les références utiles à sa vérifiabilité et en les liant à la section « Notes et références ».
Le fort Montgomery est une infrastructure militaire des États-Unis d'Amérique située sur le lac Champlain, au point le plus septentrional du village de  Rouses Point (New York), près la frontière avec le Canada. Cette fortification, construite entre 1844 et 1871, en remplace une autre construite à partir de 1816.

## Historique

### Fort Gaffe
La construction d'une première structure octogonale de 30 pieds (9,144 m) de haut fut entamée en 1816 afin de contrer des attaques provenant du Canada britannique comme celle ayant mené à la bataille du lac Champlain en 1814. En juillet 1817, le président James Monroe visita la structure inachevée ainsi que le camp adjacent, connu localement comme « the commons ». Cependant, du fait d'une erreur préalable d'arpentage, le 45e parallèle étant en fait situé 1 200 mètres plus au sud, il a été découvert plus tard que le fort avait été construit du côté canadien de la frontière, ce qui lui valut le nom de Fort Blunder, « Fort Gaffe » en français, et l'abandon des travaux et du site. Les matériaux furent réutilisés par la population locale pour la construction de ses maisons et bâtiments publics.
Il n'y a pas de preuves que cette structure reçut un nom, les documents les plus contemporains la désignant sous les termes de « travaux », « fortification », « batterie ».

### Fort Montgomery
Le traité Webster-Ashburton de 1842 cédant aux États-Unis d'Amérique le site initial, il fut alors décidé d'un nouveau fort. En 1844, commencèrent les travaux du fort Montgomery, nommé en hommage au général Richard Montgomery, héros de la guerre d'Indépendance des États-Unis tué lors de la bataille de Québec dont l'échec mis un terme à l'invasion du Québec. 
Fort Montgomery est l'un des rares forts « permanents » ou dit du « troisième système » construit le long de la frontière septentrionale, la plupart ayant été construits le long de la côte atlantique. Les travaux sur le fort furent continus jusque 1870 avec un pic durant la guerre de Sécession à la suite de rumeurs sur une possible intervention britannique contre l'Union depuis le Canada. Afin de dissiper cette inquiétude, un détachement du 14e régiment d'infanterie y tint garnison durant trois mois en 1862. L'année 1864 montra que cette crainte n'était pas infondée, avec le raid de St. Albans, l'action militaire la plus septentrionale de la guerre qui prit place dans le proche Vermont et impliqua un parti confédéré infiltré depuis le Canada. 
Durant la période de presque trente années de construction du fort, aucune dépense ne fut épargnée et celui-ci incorpore quelques-unes des techniques militaires de pointe de l'époque. Au maximum du chantier, environ 400 tailleurs de pierres et maçons y exerçaient leur art. Lorsque la structure de base fut complétée, la fortification comprenait un mur de 48 pieds (14,6304 m) et des emplacements pour 125 canons répartis sur trois niveaux. Ce fort est également, avec le fort Jefferson, l'un des neuf forts des États-Unis d'Amérique doté de douves ; douves l'encerclant de tous côtés et ne le rendant accessible que par un pont amovible.